# Bunt-Schwingel
Der Bunt-Schwingel (Festuca bosniaca), auch Bosnischer Schwingel genannt, ist eine Pflanzenart aus der Gattung Schwingel (Festuca) innerhalb der Familie der Süßgräser (Poaceae). Er darf nicht mit dem Bunten Schwingel (Festuca varia) verwechselt werden.

## Beschreibung

### Vegetative Merkmale
Der Bunt-Schwingel ist eine ausdauernde, krautige Pflanze, die Wuchshöhen von 30 bis 70 (selten bis 90) Zentimetern erreicht. Er bildet dichte Horste. Der Bunt-Schwingel besitzt kräftige und weitreichende Wurzeln. Sämtliche Erneuerungssprosse werden intravaginal gebildet. Die Halme sind meist aufrecht, und zumeist von zwei Blattspreiten umfasst. 
Die wechselständigen Laubblätter sind zusammengefaltet und haben sieben bis neun Blattnerven. Die Außenseite der Blattspreiten besitzt ein kontinuierliches Palisadensklerenchym. Das Blatthäutchen ist 0,5 bis 1,6 Millimeter lang. Zur Reife der Ährchen krümmt sich der obere Halmabschnitt unter dem Gewicht der Früchte.

### Generative Merkmale
Die Blütezeit reicht von Juni bis August. Der rispige Blütenstand hängt zumeist und hat raue Blütenstandsachsen. Die Rispen sind 6,5 bis 9 Zentimeter lang.
Die Ährchen sind blass oder farbig, seltener gelblich, und sitzen auf sehr kurzen Stielen. Sie sind 4- bis 7-blütig und 8,4 bis 13 Millimeter lang. Die Hüllspelzen sind ungleich; die untere ist 3 bis 4,8 Millimeter lang, die obere ist 4 bis 7,6 Millimeter lang. Die Deckspelzen sind 5-nervig, 6,5 bis 8,6 Millimeter lang und laufen in eine 0,8 bis 2,1 Millimeter lange Granne aus. Die Vorspelzen sind zweinervig und etwa so lang wie die Deckspelzen. Die Staubblätter sind 3,3 bis 4 Millimeter lang. Zur Reife der Ährchen krümmt sich der obere Halmabschnitt unter dem Gewicht der Früchte.

## Vorkommen
Das Verbreitungsgebiet des Bunt-Schwingels reicht vom Krainer Schneeberg (slowenisch Snežnik) in Slowenien über die kroatischen, bosnischen und montenegrinischen Dinariden zum Prokletije-Massiv. Des Weiteren kommt er im südlichen Italien und in Kalabrien (Monte Pollino) vor. Festuca bosniaca gehört damit, wie beispielsweise ebenfalls Pinus heldreichii, Gentiana dinarica, Edraianthus graminifolius, Sesleria juncifolia s. l., Leontodon crispus s. str. und Carex kitaibeliana, zu den amphi-adriatisch verbreiteten balkanischen Subendemiten, die bis zur Apennin-Halbinsel vordringen.
Festuca bosniaca gedeiht auf ebenen bis geneigten, steinigen Kalkmagerrasen oft in kühlen Hochlagen. Er ist in den Dinariden Charakterart des pflanzensoziologischen Verbandes Festucion pungentis.

## Nutzung
Der Bunt-Schwingel stellt eine bedeutende Weide für die Herdentierhaltung dar.

## Taxonomie
Die Erstbeschreibung von Festuca bosniaca erfolgte 1849 durch Ferdinand Kummer und Otto Sendtner in Flora (Königliche Bayerische Botanische Gesellschaft zu Regensburg), Band 32, S. 756. Synonyme für Festuca bosniaca Kumm. & Sendtn. sind: Festuca pungens Kit., Festuca varia subsp. pungens (Kit.) Hayek.